# Хотару (Олт)
Хотару (рум. Hotaru) насеље је у Румунији у округу Олт у општини Грождибоду. Oпштина се налази на надморској висини од 47 m.

## Становништво
Према подацима из 2002. године у насељу је живело 777 становника, од којих су сви румунске националности.